# Usher-Gletscher
Der Usher-Gletscher ist ein 6 km langer Gletscher an der Nordküste von King George Island im Archipel der Südlichen Shetlandinseln. Er fließt in nordwestlicher Richtung und mündet zwischen dem Stigant Point und dem Davey Point in die Litwin Bay.
Das UK Antarctic Place-Names Committee benannte ihn 1960 nach Kapitän Joseph Usher, der mit dem Robbenfänger Caraquet aus Liverpool zwischen 1821 und 1822 in den Gewässern um die Südlichen Shetlandinseln operiert hatte.